# Los pecados de mamá
Los pecados de mamá es una película española de drama estrenada en 1980, dirigida por Javier Aguirre y protagonizada en los papeles principales por María Kosty, Ricardo Merino, Valentin Paredes y Fernanda Hurtado.

## Sinopsis
Enrique es un padre de familia, con un puesto de trabajo privilegiado, que es adicto a las revistas pornográficas. Un buen día, su mujer Gloria se las descubre y pasada la bronca inicial, ella desea practicar con su marido lo que va viendo en esas revistas. Enrique al no poder aguantar tanta actividad sexual, que le afecta en su actividad laboral, decide aceptar un traslado laboral a Guinea, pese a su racismo recalcitrante, con el fin de tomarse un respiro de la actividad sexual de su mujer. Tras la huida de su marido Gloria se fijará en Rokillo, el novio de Rosa, la criada de la casa que se dedica al boxeo.

## Reparto
- María Kosty como Gloria.
- Ricardo Merino como Enrique.
- Fernanda Hurtado como Rosa.
- Valentín Paredes como Rokillo de Jerez.
- Ricardo Tundidor como Jaime.
- Luis Lorenzo como Kiosquero.
- Ingrid Rabel como Secretaria.
- Tomás Picó como Amigo de Rokillo.
- Luis Fernández de Eribe como Actor.